# 南條しかし
南條しかし（なんじょう しかし）は日本のシナリオライター。男性。高知県出身。

## 作品

### アダルトゲーム
- ハーフムーンにかわるまで ～蘭宮涼の虹色玉手箱～（1994年、カクテル・ソフト）[1]
- 濃縮ANGEL・120%（1995年、カクテル・ソフト）
- 晴れのち胸さわぎ（1995年、カクテル・ソフト）
- 晴れのちときどき胸さわぎ（1997年、カクテル・ソフト）
- "Hello, world."（2002年、ニトロプラス）
- おね・たま～ボクとお姉ちゃんと狐の湯～（2005年、DreamSoft）
- 天空のシンフォニア2（2006年、カクテル・ソフト）
- エーテルの砂時計 －ANGEL TIME－（2006年、DreamSoft）
- 聖炎天使エレアノール -Blaze Angel Eleanor-（2007年、SAGA PLANETS）※企画・原案
- Pia♥キャロットへようこそ!! G.P.（2008年、カクテル・ソフト）
  - Pia♥キャロットへようこそ!! G.P. Refresh（2016年、カクテル・ソフト）[2]
- こいらぼ（2010年、DIVA）

### ドラマCD
- ブッチャケ!ハローワールド（2003年、ニトロプラス）